# Давыдов, Александр Николаевич
Алекса́ндр Никола́евич Давы́дов (род. 22 мая 1962, Кишинёв, МССР) — полковник, начальник Военной академии войсковой противовоздушной обороны Вооружённых Сил Российской Федерации имени Маршала Советского Союза А. М. Василевского (г. Смоленск) (2010—2013).

## Биография
Окончил Полтавское высшее зенитное ракетное командное Краснознамённое училище имени генерала армии Н. Ф. Ватутина в 1984 году, Военную академию противовоздушной обороны Сухопутных войск РФ в Смоленске в 1994 году, Военную академию Генерального штаба ВС РФ в 2007 году.
В Вооружённых силах занимал такие должности: командиром зенитно-ракетного взвода, командиром зенитной ракетной батареи зенитного дивизиона, начальником штаба — заместителем командира зенитного дивизиона мотострелкового полка мотострелковой дивизии общевойсковой армии, начальником штаба — заместителем командира зенитного дивизиона мотострелкового полка пулеметно-артиллерийской дивизии, командиром зенитного дивизиона, начальником противовоздушной обороны — начальником отделения противовоздушной обороны отдельной мотострелковой бригады армейского корпуса, начальником штаба — заместителем командира отдельного зенитного ракетного полка, начальником штаба — заместителем командира отдельного зенитного ракетного полка, командиром отдельного зенитного ракетного полка общевойсковой армии, начальником группы военно-воздушных сил и противовоздушной обороны Управления заместителя руководителя оперативного штаба от Министерства обороны Российской Федерации, начальником штаба — заместителем начальника войск противовоздушной обороны общевойсковой армии, начальником войск противовоздушной обороны общевойсковой армии, заместителем начальника войск противовоздушной обороны округа, слушателем Военной академии Генерального штаба ВС РФ, заместителем начальника войсковой противовоздушной обороны ВС РФ (по вооружению) — главным инженером, заместителем начальника войсковой противовоздушной обороны ВС РФ
Награждён государственными наградами: медалью «За боевые заслуги» в 1990 году и орденом «За военные заслуги» в 2001 году.